# Лакшмипати Тиртха
Лакшмипа́ти Ти́ртха (IAST: Lakṣmīpati Tīrtha; 1420—1487) — вайшнавский святой, ученик Вьяса Тиртхи.
Лакшмипати Тиртха, также известный как Ананда Тиртха, был тринадцатым гуру в цепи ученической преемственности идущей от Мадхвы. Он  упоминается в «Гаураганоддешадипике» и в «Прамея-ратнавали». В «Бхакти-ратнакаре» говорится, что Нитьянанда был его учеником, тогда как в «Прамея-ратнавали» утверждается, что духовным учителем Нитьянанды был Мадхавендра Пури.
Бхактиведанта Свами Прабхупада, основатель Международного общества сознания Кришны, пишет в своём комментарии на «Чайтанья-чаритамриту» (Мадхья-лила 3.8.128): «Нитьянанда Прабху получил духовное посвящение от санньяси Мадхавендры Пури. Другие, однако, утверждают, что он был инициирован Лакшмипати Тиртхой».